# Waleryj Palenski
Waleryj Antonawicz Palenski (biał. Валерый Антонавіч Паленскі; ur. 2 sierpnia 1985) – białoruski zapaśnik walczący w stylu klasycznym. Zajął trzynaste miejsce na mistrzostwach świata w 2014 roku.
Dwunasty na mistrzostwach Europy w 2014. Brązowy medalista wojskowych MŚ w 2010. Srebrny medalista akademickich MŚ w 2008. Pierwszy na Światowych Igrzyskach Sportów Walki w 2013 roku. 